# Baetis posticatus
Baetis posticatus är en dagsländeart som först beskrevs av Thomas Say 1823.  Baetis posticatus ingår i släktet Baetis och familjen ådagsländor. Inga underarter finns listade i Catalogue of Life.